# Karl Bartenbach

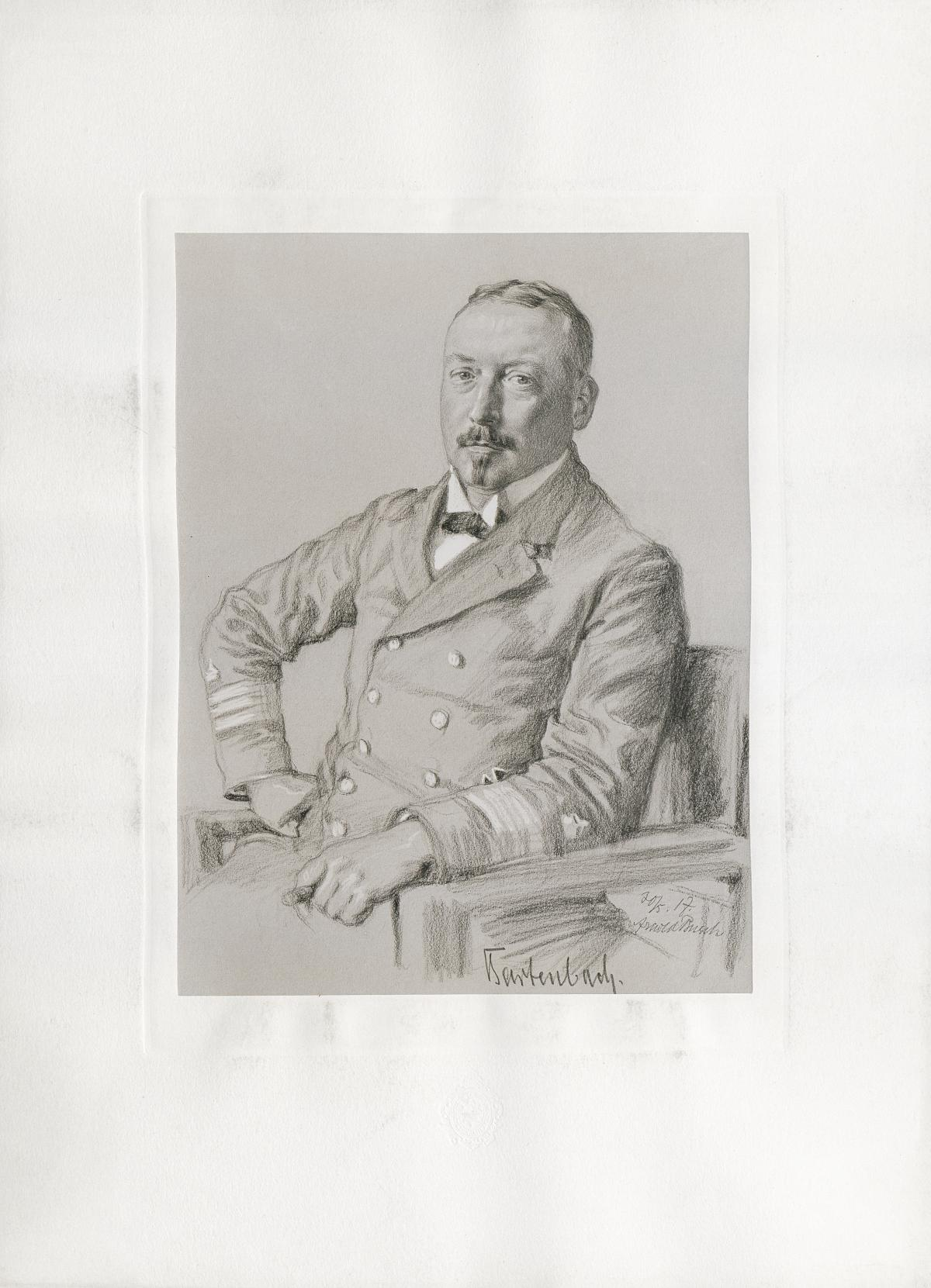
Karl Bartenbach

Karl Bartenbach (* 29. November 1881 in Böckingen; † 24. Oktober 1949 in Öhringen) war ein deutscher Vizeadmiral.

## Leben

### Kaiserliche Marine
Bartenbach trat am 12. April 1898 im Alter von 17 Jahren in die Kaiserliche Marine ein. Er durchlief die übliche Grundausbildung auf dem Segelschulschiff Stosch bis zum 31. März 1899. Anschließend wurde er an die Marineschule versetzt, die er bis zum 30. September 1900 besuchte. Am 13. September 1901 wurde er zum Leutnant zur See befördert und diente dann ab dem 1. Oktober 1900 zunächst als Wachoffizier auf dem Panzerschiff Sachsen, ab dem 1. November 1901 auf dem Linienschiff Kaiser Wilhelm der Große und schließlich ab dem 21. November 1901 auf dem Linienschiff Kaiser Friedrich III. Am 28. März 1903 zum Oberleutnant zur See befördert, wurde er ab dem 1. Oktober 1904 auf dem Torpedoschulschiff Blücher sowie auf dem Hilfsschiff SMS Otter für den Dienst auf Torpedobooten ausgebildet. Danach war er ab dem 13. Januar 1905 der 1. Matrosendivision sowie ab dem 1. April desselben Jahres als Kompanie-Offizier der 1. Torpedo-Division zugeteilt. Während dieser Zeit war er als Wachoffizier und als Kommandant auf verschiedenen Torpedobooten eingesetzt.
Ab dem 1. Oktober 1906 wurde Karl Bartenbach der Torpedo-Inspektion und der im Aufbau befindlichen U-Boot-Waffe zugeteilt. Vom 3. November 1906 bis zum 3. März 1908 führte er außerdem zugleich das Kommando über das Torpedodivisionsboot D 10. Zum Kapitänleutnant befördert, war er vom 4. März 1908 bis zum 31. März 1910 Kommandant des ersten deutschen U-Boots U 1. Ab dem 1. April 1910 war Bartenbach dann Vorsitzender der U-Boot-Abnahmekommission und wiederum Kommandant auf D 10. Anschließend wurde er vom 20. Februar 1912 bis zum 6. August 1914 als Dezernent in der Abteilung für Torpedowesen und Funkentelegrafie (B.V.) im Werftdepartement des Reichsmarineamtes eingesetzt.

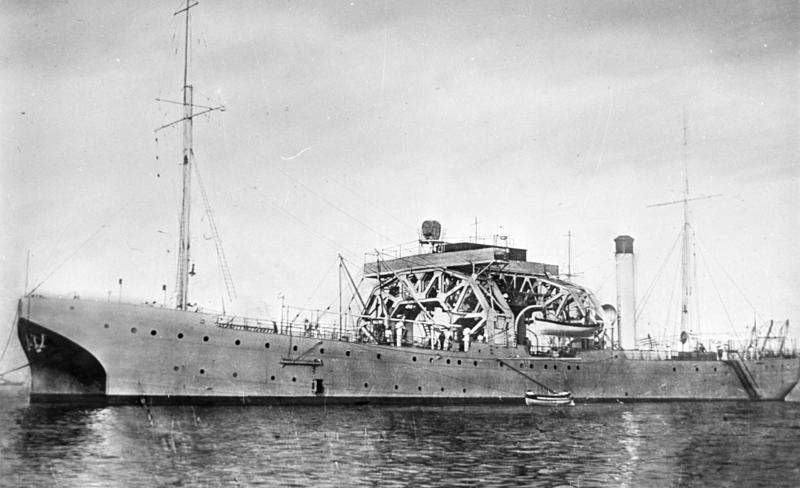
Vulkan

Nach Ausbruch des Ersten Weltkriegs wurde Bartenbach zunächst bis September der Inspektion des U-Bootwesens zur Verfügung gestellt. Ab dem 3. September 1914 organisierte und leitete er als Kommandant des Torpedodivisionsbootes D 5 die Ausbildung der neu in Dienst gestellten U-Boote. Ab dem 5. November 1914 wurde er Kommandant des Dockschiffs Vulkan, das als U-Boot-Schul- und Sicherungsschiff eingesetzt wurde. In dieser Funktion war Bartenbach zugleich Leiter der U-Boot-Ausbildung. Ab dem 13. März 1915 wurde er Führer der U-Boote des Marinekorps Flandern und in dieser Funktion am 18. September zum Korvettenkapitän befördert. In dieser Zeit versenkte die U-Flottille Flandern insgesamt 2 554 Schiffe und Flugzeuge. Ihr eigener Verlust betrug 80 U-Boote mit den entsprechenden Offizieren und Mannschaften. Ab dem 1. Oktober 1917 bis zum 31. Oktober 1918 war Bartenbach denn Chef aller U-Boote in Flandern. Kriegsbedingt wurde die Flottille Flandern im Oktober 1918 aufgelöst.
Ab dem 1. November 1918 wurde Karl Bartenbach in das bereits in Auflösung befindliche Reichsmarineamt versetzt, wo er ebenfalls für U-Bootflotte zuständig war. Ab dem 16. Dezember 1918 führte er als Leiter das U-Bootdezernat der Reichsmarine. Mit Datum des 26. März 1919 wurde das Reichsmarineamt aufgelöst und durch die Admiralität ersetzt. Bartenbach führte in dieser neuen Behörde ebenfalls zunächst das Dezernat der U-Boote und wurde danach in das Marineamt versetzt. Da Deutschland aber gemäß dem Friedensvertrag von Versailles keine U-Boote besitzen durfte, erledigte sich sein Amt nach Abgabe der letzten Boote, und er wurde am 26. Januar 1920 im Alter von 39 Jahren in den Ruhestand versetzt.

### Tätigkeit nach dem Ersten Weltkrieg
Jedoch wurde bereits unter dem neuen Reichswehrminister Gustav Noske, entgegen der Bestimmungen des Versailler Vertrages, der am 10. Januar 1920 in Kraft trat, mit der geheimen Wiederaufrüstung Deutschlands begonnen. Das betraf sowohl den Bereich der Luftflotte als auch den Bereich der Marine und speziell der zukünftigen U-Bootflotte. Im neu gebildeten Reichswehrministerium wurde Admiral Paul Behncke Chef der Admiralität bzw. ab 15. September 1920 Chef der Marineleitung. In seinem Zuständigkeitsbereich lag ab 1920 die Abteilung Seetransport, deren Chef Kapitän zur See Walter Lohmann war. Hier angesiedelt war die geheime Beschaffung von Rüstungsprodukten für die Reichsmarine und der getarnte Bau von U-Booten. Für diesen Aufgabenbereich war Karl Bartenbach von 1920 bis 1934 als Marineberater vorrangig in den Ländern Finnland und Argentinien tätig. Er betreute hier im Auftrag des Reichswehrministeriums den Transfer von ingenieur-technischem Wissen, den Einsatz von deutschen Technikern und Marineoffizieren, die Beschaffung sowie Bereitstellung von technischem Know-how und Bauteilen für den geheimen U-Bootbau in beiden Ländern. Dazu wurde im Juli 1922 in Den Haag am Kneuterdijk die Tarnorganisation der deutschen Marineleitung, das Ingenieurskantoor voor Scheepsbouw in der Rechtsform Naamloze Vennootschap (NV), gegründet. Das Unternehmen wurde von der deutschen Marine finanziert und war ein Joint Venture der Unternehmen AG Vulcan Stettin mit Werften in Hamburg und Stettin, Germaniawerft in Kiel und der AG Weser mit der Werft in Bremen. Bartenbach sicherte über seine Verbindungen zu den auswärtigen Regierungsvertretern, zum Admiralsstab der Länder sowie zu den Direktorien der Werften vor Ort ab, dass die deutschen Kenntnisse zum U-Bootbau erhalten, weiterentwickelt und entsprechend dem internationalen technischen Niveau vertieft wurden. Hier wurden dann nach den Bauplänen deutscher Ingenieure U-Boote für Deutschland außerhalb des Landes gebaut. Über das „Ingenieurskantoor“ wurden die Aufträge an die ausländischen Werften und Zulieferer vergeben, kontrolliert und abgedeckt. 
Auf diesem Weg wurde beispielsweise auf der finnischen Crichton-Vulcan Werft in Turku der Prototyp der deutschen U-Bootklasse IIA ab 1926 gebaut und ausgerüstet. Die Geheimverträge dazu wurden im November 1923 mit dem Direktor der Werft, Allan Staffans (1880–1946), zum Bau von U-Booten mit deutscher Technologie abgeschlossen. 
Dieser gesamte Ablauf stand unter strengster Geheimhaltung und wurde durch den Marinenachrichtendienst abgesichert und überwacht. Aus diesem Grund weilte beispielsweise Wilhelm Canaris ab Mai 1928 für sechs Wochen auf einer, für die Öffentlichkeit abgedeckten, „Erholungsreise“ in Argentinien, um sich über den Stand der Umsetzung des U-Bootbaus für Deutschland und die Gewährleistung der Sicherheit des Projekte vor Ort zu überzeugen. Im Rahmen der Lohmann-Affäre, ausgelöst durch Veröffentlichungen des Wirtschaftsjournalisten Kurd Wenkel vom Berliner Tageblatt, kamen 1927/1928 zahlreiche dieser geheimen Rüstungsprojekte ans Licht der Öffentlichkeit. Darunter auch das Projekt zur Entwicklung eines modernen deutschen U-Bootes mit blasenfreien Torpedos, das unter anderen Akteuren auch durch Karl Bartenbach mit seinen Aktivitäten im Ausland auf dem Weg gebracht werden sollte. Um den Schaden des öffentlichen Skandals nicht noch zu vergrößern und weitere laufende Projekte nicht auch noch zu gefährden, wurde Walter Lohmann seines Amtes enthoben und auch sein Vorgesetzter, der Leiter des Marineamtes, Admiral Hans Zenker, wurde zum 30. September 1928 entlassen. In der Zeit von 1927 bis 1933 wurden in Finnland fünf deutsche U-Boote gebaut und in Dienst gestellt.
Im März 1934 wurde Karl Bartenbach von der Reichsmarine reaktiviert und im Juni zum Kapitän zur See (E) befördert. Vom 1. Juni 1934 bis zum 31. Oktober 1934 war er zur Verfügung des Chefs der Marineleitung kommandiert. Danach leitete er bis zum 23. September 1935 als Chef die U-Boot-Abwehr-Abteilung im Oberkommando der Marine (OKM). Anschließend arbeitete er als Chef der Abteilung für U-Boot-Angelegenheiten am Wiederaufbau der U-Bootwaffe. Danach war er ab dem 18. Oktober 1935 Leiter der statistischen Abteilung. Im Februar 1938 wurde er unter gleichzeitiger Verleihung des Charakters als Konteradmiral in den Ruhestand verabschiedet. Am 15. Februar 1939 wurde er zur Verfügung der Kriegsmarine gestellt und am 19. August 1939 erhielt er den Charakter als Vizeadmiral. Am 31. Mai 1943 wurde seine Mobilmachungsbestimmung aufgehoben.
Karl Bartenbach verstarb am 24. Oktober 1949 in Öhringen.

## Auszeichnungen
- Roter Adlerorden IV. Klasse[4]
- Eisernes Kreuz (1914) II. und I. Klasse[4]
- Ritterkreuz des Königlichen Hausordens von Hohenzollern mit Schwertern[4]
- Pour le Mérite[4] am 27. Oktober 1917
- Bayerischer Militärverdienstorden IV. Klasse mit Schwertern und mit Krone[4]
- Hanseatenkreuz Lübeck[4]
- Ritterkreuz II. Klasse des Herzoglich Sachsen-Ernestinischen Hausordens[4]
- Friedrich-August-Kreuz II. und I. Klasse[4]
- Ritterkreuz des Ordens der Württembergischen Krone mit Schwertern[4]